# Epitranus intermediator
Epitranus intermediator är en stekelart som beskrevs av T.C. Narendran och Sudheer 2004. Epitranus intermediator ingår i släktet Epitranus och familjen bredlårsteklar. Inga underarter finns listade i Catalogue of Life.